# 354 Eleonora
354 Eleonora је астероид главног астероидног појаса са пречником од приближно 155,17 km.
Афел астероида је на удаљености од 3,119 астрономских јединица (АЈ) од Сунца, а перихел на 2,478 АЈ.
Ексцентрицитет орбите износи 0,114, инклинација (нагиб) орбите у односу на раван еклиптике 18,393 степени, а орбитални период износи 1710,342 дана (4,682 године).
Апсолутна магнитуда астероида је 6,44 а геометријски албедо 0,194.
Астероид је откривен 17. јануара 1893. године.